# Пітир Бейліш
Лорд Пітир Бейліш (на прізвисько — Мізинець) — персонаж романів американського письменника-фантаста Джорджа Мартіна з циклу «Пісня Льоду та Вогню». З'являється в книгах «Гра престолів» (1996), «Битва королів» (1998), «Буря мечів» (2000), «Бенкет стерв'ятників» (2005) та «Вітри зими». Незважаючи на те, що в книгах Пітир Бейліш не є центральним персонажем, в серіалі Пітир Бейліш є одним з ключових героїв.

## Родовід
- Валірія, держава
- Валірійська Імперія, могутня держава
- Браавос, Вільне Місто
- Бейліші, Браавоський рід
- Бейліш, Браавоський найманець, прадід Пітира Бейліша
  -  Сер Бейліш, лицар, дід Пітира Бейліша
    -  Лорд Бейліш, Лорд Пальців, батько Пітира Бейліша
      -  Лорд Пітир Бейліш, Лорд Гаренхолу, Лорд-Протектор Долини, Верховний Лорд Тризубця

## Родовід, герб, прізвисько
Родич найманця з Браавоса, отримав невеликий замок на одному з півостровів Перстів. Майстер над монетою (міністр фінансів) у раді короля Роберта Баратеона, пізніше — лорд Гарренголла, верховний лорд Тризуба і лорд-протектор Долини. Отримав прізвисько «Мізинець» через свій невеликий зріст, дав йому це прізвисько брат Кейтелін Старк — Едмур Таллі, спадкоємець Річкових земель. Герб: пересмішник.

## Роль в сюжеті

### До початку описуваних подій
В молодості виховувався в замку Ріверран, де закохався в Кейтелін Таллі. Дізнавшись про заручини Кейтелін і спадкоємця Вінтерфелла, Брандона Старка, викликав останнього на поєдинок, але програв, одержавши тяжку рану. Після одужання був відісланий з Ріверрана. Став коханцем Лізи, другої дочки лорда Таллі.
Після приходу до влади Роберта Баратеона Пітир Бейліш отримав посаду в митниці, а згодом зайняв місце в королівській раді як Майстер над монетою.

### Безпосередньо в рамках циклу
Активно брав участь у придворних інтригах. Сприяв початку війни між домами Ланністерів і Старків. Обдурив і зрадив Еддарда Старка, згодом підтримував короля Джофрі Баратеона. За успіхи в переговорах з домом Тіреллів був нагороджений титулом лорда Гарренголла.
Організував втечу Санси Старк з Королівської Гавані, видавши її за свою позашлюбну дочку. Прибувши в Долину Аррен, одружився з Лізою, леді Долини. Після весілля вбив свою дружину і став лордом-протектором, попри невдоволення місцевих феодалів. Отримав таким чином контроль над неповнолітнім лордом Робертом Арреном.

## В екранізації
У телесеріалі «Гра престолів» роль Пітира Бейліша виконав ірландський актор Ейдан Гіллен. Його кандидатуру схвалив особисто Джордж Мартін. За словами самого Гіллена, у своїй інтерпретації образу Бейліша він орієнтувався на реальний прототип — британського політика Пітера Мандельсона. Схожу роль, а саме політика штату Балтімора Томмі Карсетті, Ейдан Гіллен зіграв в іншому серіалі каналу HBO «Дроти».

#### Перший сезон
У серіалі Пітир Бейліш з'являється, як і в книзі, на позачерговому засіданні Малої ради, коли вирішується питання про організацію турніру Правиці. Вже в першому сезоні є кілька доданих сцен за участю цього персонажа: це, зокрема, їхній діалог з Вейрисом біля підніжжя Залізного Трону, під час якого два майстри інтриг пускають шпигачки один одному, а також сцена в борделі, коли Пітир випробовує майстерність двох своїх нових повій.

#### Другий сезон
У другому сезоні Мізинець знаходиться в таборі Ренлі під час загибелі останнього і рекомендує Лорасу якомога швидше виїхати, щоб самому не бути вбитим. Також він розмовляє з Маргері про те, чи вона хоче бути королевою.

#### Третій сезон
У третьому сезоні докладно показаний епізод, як саме Бейліш дізнався про плани Тіреллів видати Сансу за Лораса: він підіслав до Лицаря Квітів одного зі своїх людей під виглядом зброєносця, і той в ліжку без проблем дізнався у Лораса потрібні відомості.

#### Четвертий сезон
У четвертому сезоні сюжетна лінія Пітира Бейліша в серіалі близька до книжкової. Він, як і раніше, успішно плете свої інтриги, а після отруєння Джофрі на весіллі останнього з Маргері допомагає сховатися Сансі Старк, холоднокровно убивши при цьому свого друга і співучасника Донтоса Голларда.

#### П'ятий сезон
У п'ятому сезоні сюжетна лінія Бейліша виходить за рамки вже написаних до того часу книг. Він особисто супроводжує Сансу в Вінтерфелл, щоб видати її (а не Джейні Куль, як у книзі) за Рамсі Болтона. У трактирі неподалік від Долини їх знаходить Брієнна Тарт і пропонує Сансі свої послуги, але Мізинець відповідає, що вона не потребує захисту. Він наказує своїм людям затримати Брієнну, але тій вдалося втекти.
У Вінтерфеллі Пітир затримується ненадовго: він отримує лист від Серсі і змушений виїхати в Королівську Гавань, не дочекавшись весілля. У столиці він запевняє королеву-регентку у своїй відданості і готовності кинути війська Долини на штурм Півночі. У той же час він зустрічається з леді Оленною Тірелл і сповіщає, що у нього для неї є приваблива пропозиція.

#### Шостий сезон
У шостому сезоні Бейліш допомагає Джону Сноу і Сансі Старк завоювати Вінтерфелл і знищити Болтонів, Амберів і Карстарків за допомогою військ Долини Аррен за підтримки Робіна Аррена і Джона Ройса. У фіналі шостого сезону розкриває свої плани Сансі Старк (завоювати Залізний Трон) і, всупереч своїм очікуванням, стає свідком проголошення Джона Сноу королем Півночі.

#### Сьомий сезон
На початку 7 сезону Пітир Бейліш ще залишається у Вінтерфеллі. У кінці сьомого сезону його убивають Брандон Старк, Санса Старк і Арія Старк.